# Meloboris dimicatellae
Meloboris dimicatellae är en stekelart som beskrevs av Horstmann 2004. Meloboris dimicatellae ingår i släktet Meloboris och familjen brokparasitsteklar. Inga underarter finns listade i Catalogue of Life.